# 基策
基策是奥地利布尔根兰州滨湖新锡德尔县的一个市镇。总面积19.26平方公里，总人口1876人，人口密度97.4人/平方公里（2001年）。